# Terror Tales of the Park II
Terror Tales of the Park II (Cuentos de Terror del Parque II en Hispanoamérica y en España) es un especial que es el segundo Terror Tales of the Park, y el cuarto y quinto episodio de la cuarta temporada de Regular Show. Es el episodio número 84 y 85 en general. El especial trata de que camino a una fiesta de Halloween, Mordecai, Margarita, y Benson cuentan historias de terror. El episodio se estrenó el 15 de octubre del 2012 en Estados Unidos.
El éxito de este especial, dio origen a otras tres secuelas, cuales fueron "Terror Tales of the Park III" (Temporada 5, 2013), "Terror Tales of the Park IV" (Temporada 6, 2014), y "Terror Tales of the Park V" (Temporada 7, 2015)

## Sinopsis
En el camino a la fiesta de Halloween, los trabajadores exigen historias de terror, por lo cual Mordecai empieza a contar la suya:

### Payback (contada por Mordecai "Mordo")
En un partido de Bowling, Tío Steve, el tío de Mordecai, fallece tras pedirle prestado a Mordo unos dólares, por lo cual Mordecai empieza a verlo en todos lados de la Casa de los Maellard. Él y Rigby huyen de la Casa, pero Steve los persigue hasta el Cementerio del Parque, donde revela que sus verdaderas intenciones eran devolverle los dólares prestados a Mordo, y tras eso, se sumerge en su tumba.

### Intermedio 1
Benson le dice a Mordecai que eso fue suficiente, porque Papaleta le ha dado mucho miedo, pero en ese momento, Margarita empieza a relatar su historia por teléfono (ya que llamó a Mordo): 

### Party-Bus (contada por Margarita Smith)
Tras que Benson y Skips persiguen a unos vándalos con el Carrito de Golf, Eileen llama a a un taxi para que ella junto con Rigby, Mordecai, y Margarita vayan al cine a ver una película, pero en eso llega el Fiesta-Bus (un autobús discoteca), y el Conductor del Fiesta-Bus los invita a pasar. Durante el trayecto al cine, se divierten, pero Margarita descubre que todos en el Fiesta-Bus envejecen y se hacen polvo, por lo cual le piden a Conductor del Fiesta-Bus que pare, pero este revela ser una calavera malvada. Mordecai lo agarra y lo lanza a la pista de baile (esto hace que se desarme por ser esqueleto) del Fiesta-Bus, y consigue retroceder el vehículo, pero todos empiezan a rejuvenecerse hasta que se convierten en bebés y dejan de existir tras saltar del vehículo, pero el Conductor del Fiesta-Bus, riéndose como un maníaco, desaparece junto con el Fiesta-Bus, que se hace polvo.

### Intermedio 2
Benson dice que ya basta, pero en eso, por culpa de Rigby, el Volkswagen de Skips sufre un accidente, un lo reparan, por lo cual el Tipo de la Grúa decide llevarlos a la fiesta, pero Benson decide contar una historia:

### Wall-Paper Man (contada por Benson Dunwoody)
Benson les ordena a Mordecai y Rigby que tapicen la pared con un nuevo tapiz por haberla ensuciado, pero ellos contratan a Jan (un tapicero), para que se encargue de ello. Sin embargo, Jan revela ser una araña, y captura a todos los trabajadores. Musculoso se libera de su telaraña, pero Jan lo atraviesa con su pata y se lo come. Benson, Skips, un Cartero, y Fantasmano escapan de la escena, pero Mordecai y Rigby se sacrifican dándole de comer a Jan unas granadas que Musculoso compró y el Cartero se las iba a entregar. Al final, a causa de las granadas, Jan, Mordecai, y Rigby mueren y la Casa de los Maellard explota en mil pedazos.

### Final
Benson termina triunfante su historia, pero Mordecai y Rigby se enfadan. Rigby molesto, empuja a Benson, haciendo que el Tipo de la Grúa estrelle la grúa contra un árbol de la casa donde se celebraba la fiesta de Halloween. Margarita, Eileen, y otros invitados salen a escena para ver que pasó. Los trabajadores salen del vehículo, y descubren que ahora son fantasmas. Benson despide a Rigby, pero Rigby le dice que ya no lo puede despedir, y todos entran a la fiesta, salvo Benson, pero Skips lo convence, y al final, Benson entra.

## Final Original
Según Benton Connor (él mismo hizo el guion gráfico), hubo un Final Original para este especial, pero fue considerado muy macabro, por lo cual se censuró y se desechó. Este final incluían dos personajes desechados, el Paramédico Esquelético y la Calabaza Macabra. Este es el Final Original:
Benson Dunwoody termina su historia de terror ("Wall-Paper Man"). Mordecai y Rigby se quejan de la historia, pero Benson la defiende. Se dan cuenta de que el tráfico empieza a ir en reversa, porque hubo un accidente de auto, y tienen que dejar paso a la ambulancia. Rigby le pide a Tipo de la Grúa que los lleve a ver un rato, y él dice que de acuerdo. 
En el accidente, Rigby puede notar que la Volkswagen que se estrelló en un árbol, es igual a la de Pasotes "Skips" Quippenger. También nota que entre los muertos, se encuentran Thomas/Nikolai, Papaleta Maellard, él, y Mordecai, y el Paramédico que se encarga de cubrir los cuerpos, se voltea, y su cara es esquelética y terrorífica. Todos gritan, excepto el Tipo de la Grúa, quien también revela tener una cara como la del Paramédico Esquelético.
El Tipo de la Grúa la dirige hacia una Fosa en Llamas, por lo cual Mordo y Rig mencionan que solo querían ir a una fiesta de Halloween, por lo cual el Tipo de la Grúa les dice de forma maliciosa que al lugar donde van a ir está lleno de fiestas, por lo cual pisa el acelerador, la grúa cae a las llamas, y todos los trabajadores junto con el Tipo de la Grúa mueren.
De repente, se enfoca que las llamas vienen de la boca de una Calabaza Macabra, que se está riendo como una maníaca, y luego le dice al público "Feliz Halloween", rompiendo la cuarta pared, y así finalizando el episodio.

## Reparto de Voces
- J. G. Quintel - Mordecai, Fantasmano
- William Salyers - Rigbone "Rigby", Niño 1
- Mark Hamill - Skips, Conductor del Fiesta-Bus
- Sam Marin - Papaleta Maellard, Benson Dunwoody, Musculoso
- Roger Craig Smith - Thomas/Nikolai, Tío Steve
- Janie Haddad-Tompkins - Margarita Smith
- Minty Lewis - Eileen Roberts
- Andrew Daly - Tipo Político, Niño 2